# Литч, Майкл
Майкл Литч (яп. リーチ マイケル Рити Майкеру, англ. Michael Leitch, род. 7 октября 1988 года в Бервуде) — японский регбист новозеландского происхождения, играющий на позиции нападающего задней линии за сборную Японии. В японском чемпионате представляет клуб «Тосиба Брэйв Лупус», в Супер Регби — новозеландский «Чифс». Капитан сборной Японии на чемпионате мира 2015 года.

## Биография

### Личная жизнь
Майкл Литч родился в Бервуде, пригороде города Крайстчерч на Южном острове Новой Зеландии. Отец — новозеландец, мать — фиджийка. В возрасте 15 лет Литч отправился учиться в Японию, где изучил японскую культуру и язык. По его собственным словам, японским он владеет намного лучше, чем родным английским. Подданство Японии Майкл получил в 2013 году.
Майкл и его жена владеют кафе Plus 64 в Футю на западе Токио: со слов Майкла, кафе он назвал в честь международного телефонного кода Новой Зеландии. Девиз Майкла Литча — «Чтобы чего-то добиться, надейся не на Бога, а на себя».

### Профессиональная карьера

#### Клубная
На клубном уровне Литч стал выступать после чемпионата мира 2011 года, став игровом клуба «Тосиба Брэйв Лупус». Сезон 2011/2012 принёс ему попадание в символическую сборную Топ Лиги и приз «Открытие сезона». В сезоне 2012/2013 он снова попал в символическую сборную Топ Лиги, по окончании которого отправился тренироваться с новозеландским клубом «Чифс» из Супер Регби, однако в связи с переломом руки не смог выступить в том сезоне. В 2015 году, однако, Майкл снова решил попытать счастье и подписал с клубом контракт о выступлении в Супер Регби 2015. Майкл пропустил значительную часть матчей 2015 и 2016 годов из-за травм.

#### В сборной
На уровне сборных Литч начал выступать много раньше, чем за профессиональные клубы. В 2008 году он выступил на юниорском чемпионате мира в составе сборной Японии до 20 лет, будучи капитаном команды (Япония заняла последнее место в группе, проиграв все три встречи), а в том же году дебютировал в Нагое за основную сборную Японии в игре против сборной США. В 2009 году сборная Японии по регби-7 вместе с Литчем сыграла на чемпионате мира в ОАЭ (команда проиграла все три матча и не вышла из группы).
Дебют на чемпионатах мира состоялся в 2011 году: на том турнире сборная Японии набрала всего одно очко в матче против Канады (ничья 21:21), проиграв остальные три встречи. Однако Литч удостоился хвалебных отзывов от прессы, которая называла его лучшим нападающим «храбрых цветов». Так, в матче против сборной Тонга (поражение 18:31) он сумел сорвать попытку Сиале Пиутау и отметился также занесённой попыткой, за что получил приз лучшего игрока встречи.
В июне 2013 года после восстановления от травмы руки, полученной во время тренировки с «Чифс», Майкл Литч провёл игру против Фиджи и получил травму ноги. В 2015 году он был назначен капитаном сборной Японии на чемпионате мира в Англии, что посчитал большой честью для себя. Майкл принял участие в историческом для японцев матче против ЮАР, в котором «цветы сакуры» сенсационно победили южноафриканцев со счётом 34:32. Со слов прессы, главная заслуга в победе принадлежала тренеру Эдди Джонсу и натурализованным игрокам «цветов сакуры» из Новой Зеландии, Тонга и Фиджи, к числу которых относился и Литч.

## Стиль игры
Литч играет на позиции нападающего задней линии в составе «Тосиба Брэйв Лупус» и составе сборной Японии, но считает, что сыграл бы и на позиции № 15 — замыкающего, поскольку ему нравится бежать с мячом и пробивать по нему; также он является мастером захвата игрока, бегущего с мячом. Литч сильно подвержен травмам: дважды он выбывал из строя после серьёзных травм, но быстро восстанавливался. Следуя игровой философии тренера сборной Эдди Джонса под названием «Японский путь» (англ. Japan Way), Литч занимается не только усердной физической подготовкой, но и развитием тактических возможностей.
Лучшим игроком всех времён и народов Литч считает новозеландца Джона Лому, лучшим игроком, против которого он когда-либо играл — австралийца Джорджа Смита.

## В культуре
- В 2019 году на экраны кинотеатров вышел фильм «Чудо в Брайтоне» о выступлении сборной Японии на чемпионате мира 2015 года. Роль Литча исполнил Лазарус Ратуэре[англ.].